# Mihai Macovei
Mihai Macovei (nacido el 29 de octubre de 1986 en Gura Humorului, Rumanía) es un jugador de rugby rumano. Juega de flanker y ocasionalmente en posición de número 8 para el club francés Rugby Club Bassin d'Arcachon, de Nationale 2.
Macovei también juega para la selección de rugby de Rumania. Debutó contra Ucrania en Kiev el 3 de junio de 2006.
Seleccionado para jugar con su selección la Copa Mundial de Rugby de 2015, Macovei anotó dos ensayos en la victoria de su equipo sobre Canadá 15-17.